# David Hasselhoff
David Michael Hasselhoff (Baltimora, 17 luglio 1952) è un attore, produttore televisivo, cantante e personaggio televisivo statunitense.

## Biografia

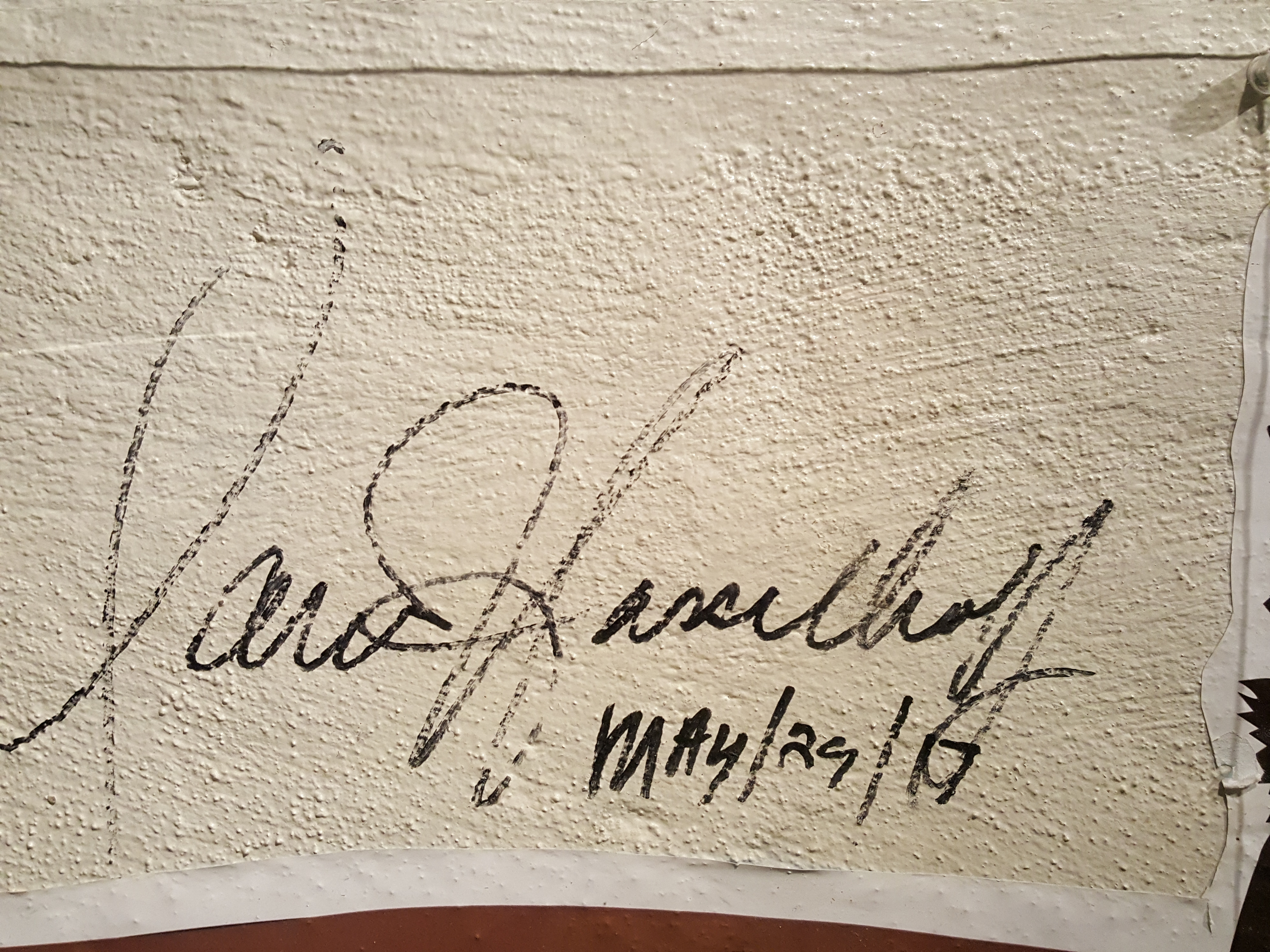
Firma dell'attore nel David Hasselhoff Museum di Berlino

Hasselhoff è nato a Baltimora, nel Maryland, figlio di Dolores Therese (23 aprile 1930 – 11 febbraio 2009), casalinga, e Joseph Vincent Hasselhoff (2 maggio 1925 – 16 novembre 2014), un dirigente d'azienda. La sua famiglia è cattolica romana e di origine tedesca, irlandese e inglese. La sua trisavola, Meta, emigrò con la sua famiglia a Baltimora da Völkersen, in Germania, a 30 chilometri da Brema, nel 1865.
Ha trascorso la sua infanzia a Jacksonville, in Florida, e in seguito ha vissuto ad Atlanta, in Georgia, dove ha frequentato la scuola cattolica privata Marist School. Hasselhoff ha fatto il suo debutto teatrale all'età di sette anni in Peter Pan, sin da quando il suo sogno d'infanzia era quello di avere una carriera a Broadway. Si è diplomato alla Lyons Township High School di La Grange, Illinois, nel 1970. Era un membro della squadra di discorso, leader di discussione senior, presidente del coro, capitano della squadra di pallavolo e ha ricoperto ruoli in diversi spettacoli, incluso un ruolo principale come Matt nel musical The Fantasticks. Ha studiato alla Oakland University, prima di laurearsi in teatro presso il California Institute of the Arts.
Dopo il diploma di scuola superiore all'LTHS (Lyons Township High School) di Chicago, studiò all'Accademia di Arti Drammatiche, cantando in band locali nel tempo libero. Trasferitosi a Los Angeles, si iscrisse al California Institute of Arts, lavorando nel frattempo come cameriere. Esordì nel 1976 nella commedia erotica Pon Pon n. 2 e poi nel 1978 in Scontri stellari oltre la terza dimensione di Luigi Cozzi. Ha poi costruito la sua fama grazie ai telefilm Supercar (1982-1986) e Baywatch (1989-2000), che è, con circa un miliardo di spettatori, la serie televisiva più vista in tutto il mondo. Fra i suoi lungometraggi ci sono La casa 4 (Witchcraft) del 1988 con Linda Blair, e Layover - Torbide ossessioni del 2001 a fianco dell'italiana Yvonne Sciò. È apparso nel film Spongebob - Il film, impersonando sé stesso in Baywatch.
È anche noto come cantante, apprezzato soprattutto in Germania, dove ha venduto molti milioni di copie, arrivando persino a tenere un concerto a Berlino, alla Porta di Brandeburgo, il 31 dicembre 1989: meno di due mesi dal giorno della caduta del muro (il 9 novembre del 1989), davanti a 500 000 spettatori. Ha esordito nel 1984 con Night Rocker e la sua carriera musicale è proseguita all'insegna di un pop rock dai suoni puliti e dagli arrangiamenti decisamente anni ottanta con pezzi come Lovin' Feelings del 1987 e Looking for Freedom del 1989, oltre a Crazy for You del 1990, You Are Everything del 1993 e Hooked On a Feeling del 1997. Nel 2000 ha esordito a Broadway nel musical Jekyll & Hyde, dove interpretava il protagonista dalla doppia personalità. Appare nel video dei LMFAO Sorry for Party Rocking e in quelli di Selfie dei The Chainsmokers e di I Don't Wanna Go to Bed dei Simple Plan. Nel 2021 ha inciso Damnit I Love You, cover in inglese della canzone tedesca Verdammt ich lieb Dich, cavallo di battaglia di Matthias Reim.

Nel corso del 2007 è stato diffuso un video, girato da sua figlia, dove il cantante e attore appare in ambiti casalinghi completamente ubriaco e lo si vede mangiare malamente un hamburger dal pavimento, con la figlia che tenta di farlo ragionare in merito al suo alcolismo. Il motivo della pubblicazione di tale video sembra proprio quello di spronare Hasselhoff, mediante un'umiliazione pubblica, ad abbandonare definitivamente l'alcool. Tuttavia, agli inizi del mese di ottobre del 2007, l'artista viene ricoverato per abuso di alcol e dimesso dopo alcuni giorni.

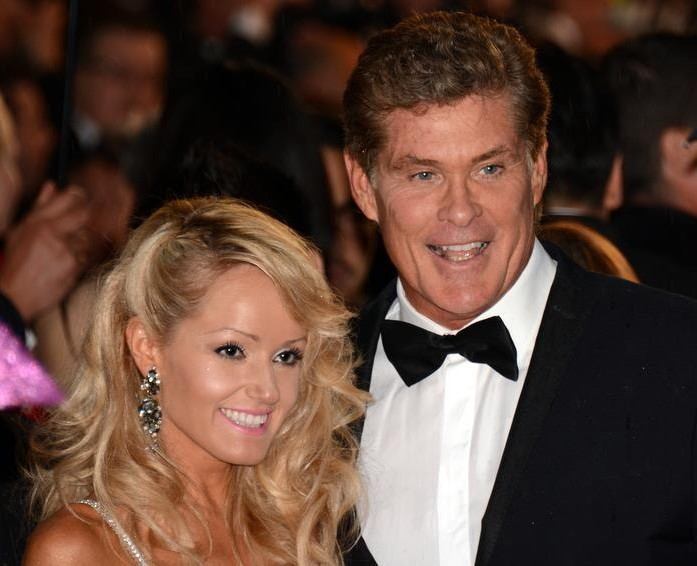
David Hasselhoff a Cannes nel 2013

Nel maggio del 2009 viene ricoverato per intossicazione acuta da alcol. Sempre nel 2009, a ottobre, subisce un altro ricovero a Londra per lo stesso motivo. Il 26 maggio 2010 avviene l'ennesimo ricovero. In un'intervista concessa a un'emittente statunitense, ha affermato di aver avuto un flirt con l'attrice Pamela Anderson, ma privo di rapporti intimi.
Appare nel film Palle al balzo - Dodgeball, impersonando sé stesso come allenatore della squadra di dodgeball tedesca. In una scena di EuroTrip, dove il protagonista sogna la sua amata, David Hasselhoff appare in una nuvoletta cantando Du, brano portato al successo da Peter Maffay. Il pezzo dà anche il titolo all'album che Hasselhoff ha pubblicato nel 1994. Appare nell'edizione di Monday Night RAW del 12 aprile 2010 come ospite speciale. Una sua versione digitale appare nel gioco Pain per PlayStation 3 come personaggio giocabile. Appare nel video ufficiale di #Selfie di The Chainsmokers e nel videoclip Sorry for Party Rocking degli LMFAO. Appare nel videogioco Call of Duty: Infinite Warfare come DJ del parco dei divertimenti Spaceland e come personaggio giocabile dopo il completamento del main easter egg. Appare nel film del Marvel Cinematic Universe Guardiani della Galassia Vol. 2, in cui assume per pochi secondi le sembianze del pianeta vivente Ego, il crudele padre del protagonista Star-Lord, che ha sempre ammirato il personaggio da lui interpretato nella serie televisiva Supercar. Appare alla fine del film Un ragazzo tutto nuovo dove interpreta se stesso.

## Vita privata
L'artista, di confessione luterana, è divorziato due volte, da Catherine Hickland e da Pamela Bach. Quest'ultima gli ha dato due figlie.

## Filmografia parziale

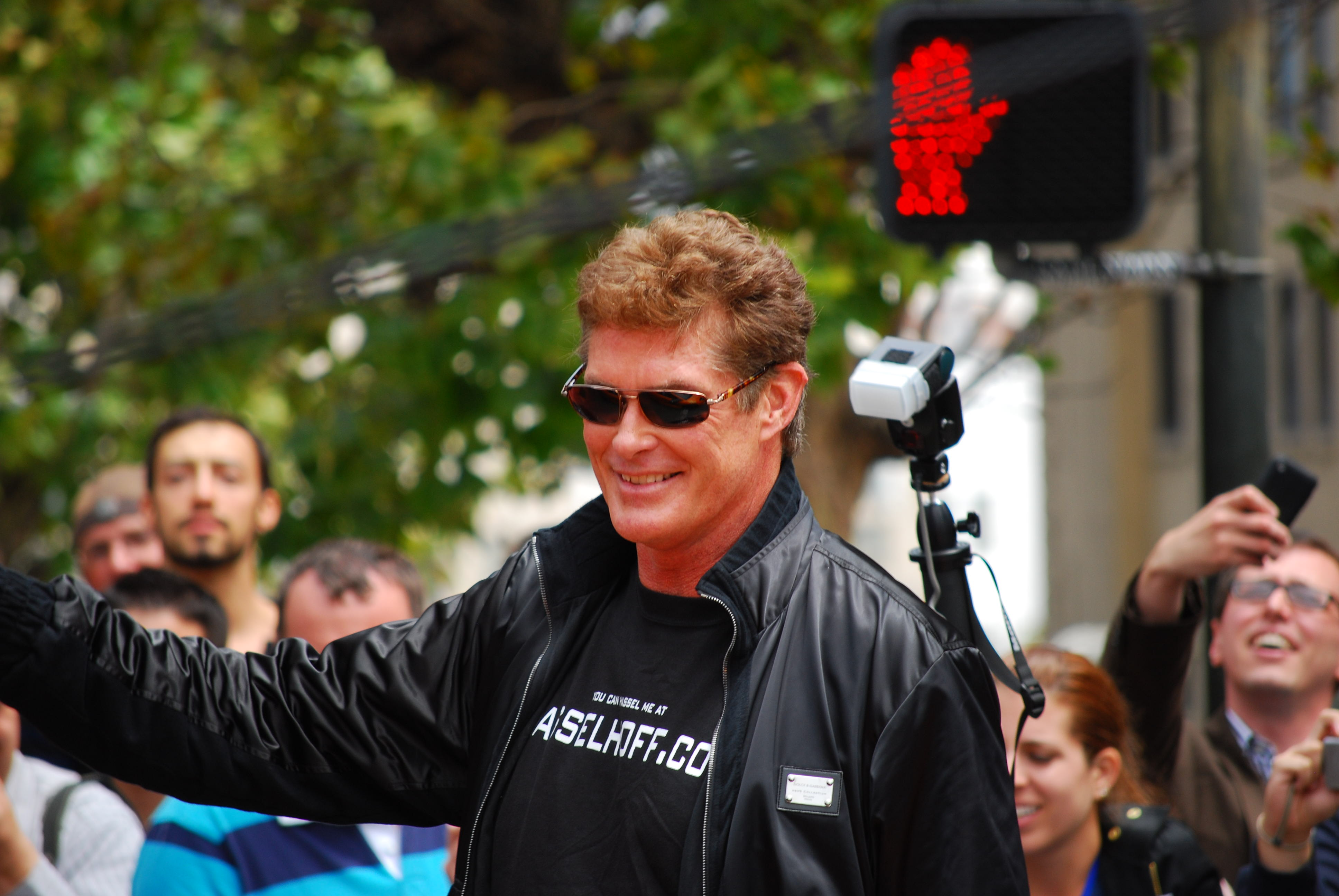
David Hasselhoff nel 2008

### Attore

#### Cinema
- Pon pon n. 2 (Revenge of the Cheerleaders), regia di Richard Lerner (1976)
- Scontri stellari oltre la terza dimensione (Starcrash), regia di Luigi Cozzi (1978)
- Zärtliche Chaoten II, regia di Holm Dressler (1988)
- La casa 4 (Witchcraft), regia di Fabrizio Laurenti (1988)
- Squadra antidroga, regia di Max Kleven (1989)
- Scontro finale (The Final Alliance), regia di Mario DiLeo (1990)
- Legacy - Destini incrociati (Legacy), regia di T.J. Scott (1998)
- Layover - Torbide ossessioni, regia di Alan B. McElroy (2001)
- Palle al balzo - Dodgeball (Dodgeball), regia di Rawson Marshall Thurber (2004)
- SpongeBob - Il film (The SpongeBob SquarePants Movie) , regia di Stephen Hillenburg (2004)
- Fugitives Run, regia di Philip Spink (2005)
- Cambia la tua vita con un click (Click), regia di Frank Coraci (2006)
- Dancing Ninja, regia di Mitchell Klebanoff e Kelly Sandefur (2010)
- To Live and Dine in L.A., regia di Sebastian Vallentin Stenhøj – cortometraggio (2011)
- Hop, regia di Tim Hill (2011)
- Piranha 3DD, regia di John Gulager (2012)
- Stretch - Guida o muori (Stretch), regia di Joe Carnahan (2014)
- Ted 2, regia di Seth MacFarlane (2015)
- Guardiani della Galassia Vol. 2 (Guardians of the Galaxy Vol. 2), regia di James Gunn (2017) - cameo
- Baywatch, regia di Seth Gordon (2017)
- Killing Hasselhoff, regia di Darren Grant (2017)

#### Televisione
- Semi-Tough – serie TV, 4 episodi (1980)
- Love Boat – serie TV, 2 episodi (1980-1981)
- Supercar (Knight Rider) – serie TV, 84 episodi (1982-1986)
- Donna di cuori (The Cartier Affair), regia di Rod Holcomb – film TV (1984)
- Terrore sul ponte di Londra (Bridge Across Time), regia di E.W. Swackhamer – film TV (1985)
- Perry Mason: La donna del lago (Perry Mason: The Case of the Lady in the Lake), regia di Ron Satlof – film TV (1988)
- Il fuoco dopo la pioggia (Fire and Rain), regia di Jerry Jameson – film TV (1989)
- Baywatch – serie TV, 219 episodi (1989-2000)
- Supercar 2000 - Indagine ad alta velocità (Knight Rider 2000), regia di Alan J. Levi – film TV (1991)
- I moschettieri del 2000 (Ring of the Musketeers), regia di John Paragon – film TV (1992)
- Baywatch - Il mostro della baia (Baywatch: River of No Return), regia di Gregory J. Bonann – film TV (1992)
- The Bulkin Trail, regia di Michael J. Nathanson – cortometraggio (1992)
- Inferno bianco (Avalanche), regia di Paul Shapiro – film TV (1994)
- Baywatch Nights – serie TV, 44 episodi (1995-1997)
- Gridlock - la città in pericolo (Gridlock), regia di Sandor Stern – film TV (1996)
- Nick Fury (Nick Fury: Agent of S.H.I.E.L.D.), regia di Rod Hardy – film TV (1998)
- Una famiglia del terzo tipo (3rd Rock from the Sun) – serie TV, 1 episodio (1999)
- West Wing - Tutti gli uomini del Presidente (The West Wing) – serie TV, episodio 1x16 (2000)
- Il vero amore di Dana (One True Love), regia di Lorraine Senna – film TV (2000)
- Shaka Zulu: The Citadel, regia di Joshua Sinclair – film TV (2001)
- Jekyll & Hyde: The Musical, regia di Don Roy King – film TV (2001)
- Baywatch - Matrimonio alle Hawaii (Baywatch: Hawaiian Wedding), regia di Douglas Schwartz – film TV (2003)
- Still Standing – serie TV, 1 episodio (2003)
- Knight Rider, regia di Steve Shill – film TV (2008)
- Anaconda 3 - La nuova stirpe (Anaconda III), regia di Don E. FauntLeRoy – film TV (2008)
- Sons of Anarchy – serie TV, 1 episodio (2011)
- Fast N' Loud, 2 episodi (2014)
- Sharknado 3 (Sharknado 3: Oh Hell No!), regia di Anthony C. Ferrante – film TV (2015)
- Hoff the Record – serie TV, 12 episodi (2015-2016)
- Sharknado 4, regia di Anthony Ferrante – film TV (2016)
- The Grand Tour – serie TV, 1 episodio (2017)
- SpongeBob (SpongeBob SquarePants), episodio SpongeBob: una grandiosa festa di compleanno (SpongeBob's Big Birthday Blowout) (2019)
- Young Sheldon – serie TV, episodio 4x10 (2021)
- The Goldbergs – serie TV, episodio 10x2 (2022)

### Doppiatore
- Robot Chicken – serie TV, 2 episodi (2009-2012)
- Kung Fury, regia di David Sandberg (2015)
- Call of Duty: Infinite Warfare - videogioco (2016)
- Kung Fury 2, regia di David Sandberg (2020)

## Doppiatori italiani
Nelle versioni in italiano delle opere in cui ha recitato, David Hasselhoff è stato doppiato da:
- Giorgio Locuratolo in Supercar, Il mio amico Arnold, Baywatch - Panico a Malibu, Baywatch, Baywatch Nights, I moschettieri del 2000, Layover - Torbide ossessioni, Legacy - Destini incrociati, Still Standing, West Wing - Tutti gli uomini del Presidente, Brendan Leonard Show, The Christmas Consultant - Un consulente natalizio, Una famiglia del terzo tipo, Spongebob - Il film, Knight Rider, Anaconda 3 - La nuova stirpe, Sons of Anarchy, Natale con Gordon Ramsay, Stretch - Guida o muori, Ted 2, Sharknado 3 - Attacco alla Casa Bianca, Guardiani della Galassia Vol. 2, Baywatch (film 2017), The Grand Tour, Killing Hasselhoff, Macchine da Oscar, Young Sheldon, The Goldbers
- Paolo Maria Scalondro in Baywatch - Matrimonio alle Hawaii, Hop
- Fabrizio Temperini in Indagine ad alta velocità
- Roberto Pedicini in Perry Mason: La donna del lago
- Massimiliano Lotti in Nick Fury
- Roberto Chevalier in Scontri stellari oltre la terza dimensione
- Carlo Cosolo ne La casa 4
- Francesco Pannofino in Cambia la tua vita con un click
- Luca Biagini in Inferno bianco
- Dario Oppido in Piranha 3DD

Come doppiatore, è sostituito da:
- Giorgio Locuratolo in Kung Fury, Call of Duty: Infinite Warfare

## Discografia

### Album
- Night Rocker (1985)
- Lovin' Feelings (1987)
- Knight Lover (1989)
- Looking for Freedom (1989)
- Crazy for You (1990)
- David (1991)
- Everybody Sunshine (1992)
- You are Everything (1993)
- Du (1994)
- Looking for … the Best (1995)
- David Hasselhoff (1995)
- Hooked on a Feeling (1997)
- Magic Collection (2000)
- Party Your Hasselhoff (2021)

### Singoli
- Our First Night Together (1989)
- Looking for Freedom (1989)
- Is Everybody Happy? (1989)
- Crazy for You (1990)
- Do the Limbo Dance (1991)
- Everybody Sunshine (1992)
- Wir zwei allein (duetto con Gwen) (1993)
- David Hasselhoff Sings America (2004)
- The Night Before Christmas (2004)
- David Hasselhoff Sings America Gold Edition (2005)
- Do the Limbo Dance (2005)
- Jump in My Car (2006)
- True Survivor (2015)
- The Passenger (2021)
- (I Just) Died in Your Arms (2021)
- Damnit I Love You (2021)